# Franjo Arapović
Franjo Arapović (Mostar, 2 giugno 1965) è un ex cestista croato, fino al 1991 jugoslavo.
Ha un figlio, Marko Arapović, anch'egli cestista.

## Carriera
È stato selezionato dagli Atlanta Hawks al settimo giro del Draft NBA 1987 (159ª scelta assoluta).

## Palmarès
- YUBA liga: 2

Cibona Zagabria: 1983-84, 1984-85
- Coppa di Jugoslavia: 3

Cibona Zagabria: 1985, 1986, 1988
- Campionato croato: 2

Cibona Zagabria: 1992, 1992-93
- Coppa di Croazia: 1

Spalato: 1994
- Campionato lituano: 2

Žalgiris Kaunas: 1996-97, 1997-98
- Coppa dei Campioni: 2

Cibona Zagabria: 1984-85, 1985-86
- Coppa delle Coppe - Eurocoppa: 2

Cibona Zagabria: 1986-87
Žalgiris Kaunas: 1997-98